# Beni Hassan (necropolis)
De necropolis van Beni Hassan of Beni Hasan is een van de belangrijkste en meest informatieve necropoli uit het Egyptische Middenrijk. De site ligt ongeveer 20 kilometer ten zuiden van Minya.
Er zijn 39 rotsgraven gevonden, waarvan enkele toebehoren aan de meest invloedrijke lokale machthebbers uit de 11e en 12e dynastie van Egypte.
De meeste graven bestaan uit een hof en een zuilengang met 2 zuilen, een rechthoekige kamer met nog eens 4 pilaren en een nis waarin een beeld geplaatst kon worden. De decoratie op de wanden werd meestal in schildering aangebracht, en met name het thema van oorlogsvoering is bijzonder populair.
Ten zuiden van Beni Hassan bevindt zich de Speos Artemidos, een rotstempel die gewijd is aan de lokale leeuwinnegodin Pakhet. Deze tempel werd gebouwd door koningin Hatsjepsoet die regeerde tijdens de 18e dynastie van Egypte. Een van de belangrijkste teksten die zich in deze tempel bevinden is het verhaal van het verdrijven van de Hyksos uit Egypte.